# China Open
El Torneig de Pequín, conegut oficialment com a China Open, anteriorment Beijing Salem Open, és un torneig de tennis professional que es disputa anualment sobre pista dura a l'Olympic Green Tennis Center de Pequín, Xina. Pertany a les sèries 500 del circuit ATP masculí i als Premier Tournaments del circuit WTA femení.
El torneig es va crear l'any 1993 pel circuit masculí i un any després també va incorporar la categoria femenina. L'any 1997, el torneig va desaparèixer del calendari d'ambdós circuits i no es va reinstaurar fins a l'any 2004, quan es va traslladar el torneig femení que es disputava a Xangai.
Els tennistes estatunidenc Michael Chang i serbi Novak Đoković són els únics que han repetit títol individual masculí amb tres títols, el primer tots tres consecutius, mentre que la russa Svetlana Kuznetsova és l'única que ha repetit en individual femení amb dos títols.

## Palmarès

### Individual masculí

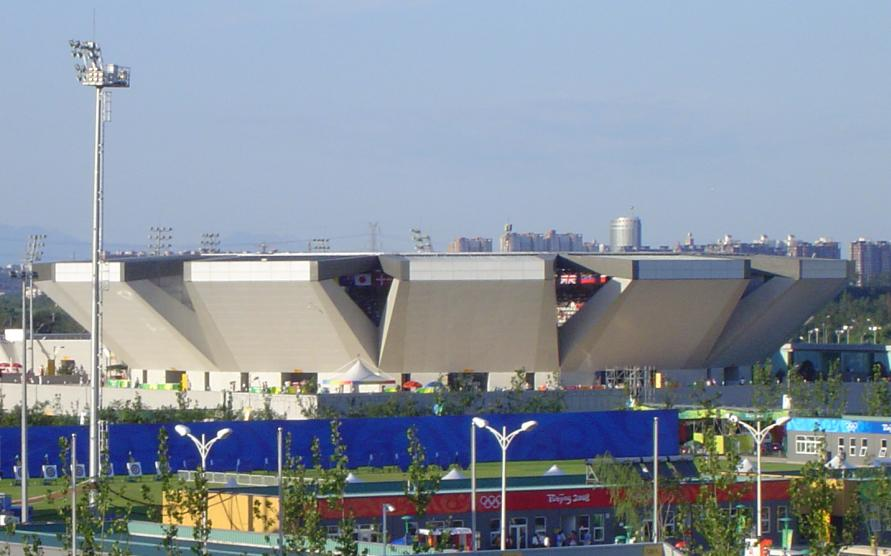
Olympic Green Tennis Center

| Any  | Campió                                            | Finalista                                         | Resultat                                          |
| ---- | ------------------------------------------------- | ------------------------------------------------- | ------------------------------------------------- |
| 2024 | Carlos Alcaraz                                    | Jannik Sinner                                     | 6−7(6), 6−4, 7−6(3)                               |
| 2023 | Jannik Sinner                                     | Daniïl Medvédev                                   | 7−6(2), 7−6(2)                                    |
| 2022 | Torneig suspès a causa de la pandèmia de COVID-19 | Torneig suspès a causa de la pandèmia de COVID-19 | Torneig suspès a causa de la pandèmia de COVID-19 |
| 2021 | Torneig suspès a causa de la pandèmia de COVID-19 | Torneig suspès a causa de la pandèmia de COVID-19 | Torneig suspès a causa de la pandèmia de COVID-19 |
| 2020 | Torneig suspès a causa de la pandèmia de COVID-19 | Torneig suspès a causa de la pandèmia de COVID-19 | Torneig suspès a causa de la pandèmia de COVID-19 |
| 2019 | Dominic Thiem                                     | Stéfanos Tsitsipàs                                | 3−6, 6−4, 6−1                                     |
| 2018 | Níkoloz Bassilaixvili                             | Juan Martín del Potro                             | 6−4, 6−4                                          |
| 2017 | Rafael Nadal (2)                                  | Nick Kyrgios                                      | 6−2, 6−1                                          |
| 2016 | Andy Murray                                       | Grigor Dimitrov                                   | 6−4, 7−6(2)                                       |
| 2015 | Novak Đoković (6)                                 | Rafael Nadal                                      | 6−2, 6−2                                          |
| 2014 | Novak Đoković                                     | Tomáš Berdych                                     | 6−0, 6−2                                          |
| 2013 | Novak Đoković                                     | Rafael Nadal                                      | 6−3, 6−4                                          |
| 2012 | Novak Đoković                                     | Jo-Wilfried Tsonga                                | 7−6(4), 6−2                                       |
| 2011 | Tomáš Berdych                                     | Marin Čilić                                       | 3−6, 6−4, 6−1                                     |
| 2010 | Novak Đoković                                     | David Ferrer                                      | 6−2, 6−4                                          |
| 2009 | Novak Đoković                                     | Marin Čilić                                       | 6−2, 7−6(4)                                       |
| 2008 | Andy Roddick                                      | Dudi Sela                                         | 6–4, 6–7(6), 6–3                                  |
| 2007 | Fernando González                                 | Tommy Robredo                                     | 6−1, 3−6, 6−1                                     |
| 2006 | Markos Bagdatís                                   | Mario Ancic                                       | 6−4, 6−0                                          |
| 2005 | Rafael Nadal                                      | Guillermo Coria                                   | 5−7, 6−1, 6−2                                     |
| 2004 | Marat Safin                                       | Mikhaïl Iujni                                     | 7−6(4), 7−5                                       |
| 2003 | No celebrat                                       | No celebrat                                       | No celebrat                                       |
| 2002 | No celebrat                                       | No celebrat                                       | No celebrat                                       |
| 2001 | No celebrat                                       | No celebrat                                       | No celebrat                                       |
| 2000 | No celebrat                                       | No celebrat                                       | No celebrat                                       |
| 1999 | No celebrat                                       | No celebrat                                       | No celebrat                                       |
| 1998 | No celebrat                                       | No celebrat                                       | No celebrat                                       |
| 1997 | Jim Courier                                       | Magnus Gustafsson                                 | 7−6(10), 3−6, 6−3                                 |
| 1996 | Greg Rusedski                                     | Martin Damm                                       | 7−6(5), 6−4                                       |
| 1995 | Michael Chang (3)                                 | Renzo Furlan                                      | 7−5, 6−3                                          |
| 1994 | Michael Chang                                     | Anders Jarryd                                     | 7−5, 7−5                                          |
| 1993 | Michael Chang                                     | Greg Rusedski                                     | 7−6(5), 6−7(6), 6−4                               |

### Individual femení
| Any           | Campiona                                          | Finalista                                         | Resultat                                          |
| ------------- | ------------------------------------------------- | ------------------------------------------------- | ------------------------------------------------- |
| WTA 1000      |                                                   |                                                   |                                                   |
| 2024          | Coco Gauff                                        | Karolína Muchová                                  | 6−1, 6−3                                          |
| 2023          | Iga Świątek                                       | Liudmila Samsonova                                | 6−2, 6−2                                          |
| 2022          | Torneig suspès a causa de la pandèmia de COVID-19 | Torneig suspès a causa de la pandèmia de COVID-19 | Torneig suspès a causa de la pandèmia de COVID-19 |
| 2021          | Torneig suspès a causa de la pandèmia de COVID-19 | Torneig suspès a causa de la pandèmia de COVID-19 | Torneig suspès a causa de la pandèmia de COVID-19 |
| 2020          | Torneig suspès a causa de la pandèmia de COVID-19 | Torneig suspès a causa de la pandèmia de COVID-19 | Torneig suspès a causa de la pandèmia de COVID-19 |
| WTA Premier 5 |                                                   |                                                   |                                                   |
| 2019          | Naomi Osaka                                       | Ashleigh Barty                                    | 3−6, 6−3, 6−2                                     |
| 2018          | Caroline Wozniacki (2)                            | Anastasija Sevastova                              | 6−3, 6−3                                          |
| 2017          | Caroline Garcia                                   | Simona Halep                                      | 6−4, 7−6(3)                                       |
| 2016          | Agnieszka Radwańska (2)                           | Johanna Konta                                     | 6−4, 6−2                                          |
| 2015          | Garbiñe Muguruza                                  | Timea Bacsinszky                                  | 7−5, 6−4                                          |
| 2014          | Maria Xaràpova                                    | Petra Kvitová                                     | 6−4, 2−6, 6−3                                     |
| 2013          | Serena Williams (2)                               | Jelena Janković                                   | 6−2, 6−2                                          |
| 2012          | Viktória Azàrenka                                 | Maria Xaràpova                                    | 6−3, 6−1                                          |
| 2011          | Agnieszka Radwańska                               | Andrea Petkovic                                   | 7−5, 0−6, 6−4                                     |
| 2010          | Caroline Wozniacki                                | Vera Zvonariova                                   | 6−3, 3−6, 6−3                                     |
| 2009          | Svetlana Kuznetsova (2)                           | Agnieszka Radwańska                               | 6−2, 6−4                                          |
| 2008          | Jelena Janković                                   | Svetlana Kuznetsova                               | 6−3, 6−2                                          |
| 2007          | Ágnes Szávay                                      | Jelena Janković                                   | 6−7, 7−5, 6−2                                     |
| 2006          | Svetlana Kuznetsova                               | Amélie Mauresmo                                   | 6−4, 6−0                                          |
| 2005          | Maria Kirilenko                                   | Anna-Lena Grönefeld                               | 6−3, 6−4                                          |
| 2004          | Serena Williams                                   | Svetlana Kuznetsova                               | 4−6, 7−5, 6−4                                     |
| 2003          | Ielena Deméntieva                                 | Chanda Rubin                                      | 6−3, 7−6                                          |
| 2002          | Anna Smashnova                                    | Anna Kúrnikova                                    | 6−2, 6−3                                          |
| 2001          | Monica Seles                                      | Nicole Pratt                                      | 6−2, 6−3                                          |
| 2000          | Meghann Shaughnessy                               | Iroda Tulyaganova                                 | 7−6, 7−5                                          |
| 1999          | No celebrat                                       | No celebrat                                       | No celebrat                                       |
| 1998          | No celebrat                                       | No celebrat                                       | No celebrat                                       |
| 1997          | No celebrat                                       | No celebrat                                       | No celebrat                                       |
| 1996          | Wang Shi-ting                                     | Chen Li Ling                                      | 6−3, 6−4                                          |
| 1995          | Linda Wild                                        | Wang Shi-ting                                     | 7−5, 6−2                                          |
| 1994          | Yayuk Basuki                                      | Kyoko Nagatsuka                                   | 6−4, 6−2                                          |

### Dobles masculins
| Any  | Campions                                          | Finalistes                                        | Resultat                                          |
| ---- | ------------------------------------------------- | ------------------------------------------------- | ------------------------------------------------- |
| 2024 | Simone Bolelli Andrea Vavassori                   | Harri Heliövaara Henry Patten                     | 4−6, 6−3, [10−5]                                  |
| 2023 | Ivan Dodig Austin Krajicek                        | Wesley Koolhof Neal Skupski                       | 6−7(12), 6−3, [10−5]                              |
| 2022 | Torneig suspès a causa de la pandèmia de COVID-19 | Torneig suspès a causa de la pandèmia de COVID-19 | Torneig suspès a causa de la pandèmia de COVID-19 |
| 2021 | Torneig suspès a causa de la pandèmia de COVID-19 | Torneig suspès a causa de la pandèmia de COVID-19 | Torneig suspès a causa de la pandèmia de COVID-19 |
| 2020 | Torneig suspès a causa de la pandèmia de COVID-19 | Torneig suspès a causa de la pandèmia de COVID-19 | Torneig suspès a causa de la pandèmia de COVID-19 |
| 2019 | Ivan Dodig Filip Polášek                          | Łukasz Kubot Marcelo Melo                         | 6−3, 7−6(4)                                       |
| 2018 | Łukasz Kubot Marcelo Melo                         | Oliver Marach Mate Pavić                          | 6−1, 6−4                                          |
| 2017 | Henri Kontinen John Peers                         | John Isner Jack Sock                              | 6−3, 3−6, [10−7]                                  |
| 2016 | Pablo Carreño Busta Rafael Nadal                  | Jack Sock Bernard Tomic                           | 6−7(6), 6−2, [10−8]                               |
| 2015 | Vasek Pospisil Jack Sock                          | Daniel Nestor Édouard Roger-Vasselin              | 3−6, 6−3, [10−6]                                  |
| 2014 | Jean-Julien Rojer Horia Tecău                     | Julien Benneteau Vasek Pospisil                   | 6−7(6), 7−5, [10−5]                               |
| 2013 | Maks Mirni Horia Tecău                            | Fabio Fognini Andreas Seppi                       | 6−4, 6−2                                          |
| 2012 | Bob Bryan Mike Bryan (3)                          | Carlos Berlocq Denis Istomin                      | 6−3, 6−2                                          |
| 2011 | Michaël Llodra Nenad Zimonjić                     | Robert Lindstedt Horia Tecău                      | 7−6(2), 7−6(4)                                    |
| 2010 | Bob Bryan Mike Bryan                              | Mariusz Fyrstenberg Marcin Matkowski              | 6−1, 7−6(5)                                       |
| 2009 | Bob Bryan Mike Bryan                              | Mark Knowles Andy Roddick                         | 6−4, 6−2                                          |
| 2008 | Stephen Huss Ross Hutchins                        | Ashley Fisher Bobby Reynolds                      | 7−5, 6−4                                          |
| 2007 | Rik de Voest Ashley Fisher                        | Chris Haggard Lu Yen-hsun                         | 6−7, 6−0, [10−6]                                  |
| 2006 | Mahesh Bhupathi Mario Ančić                       | Michael Berrer Kenneth Carlsen                    | 6−4, 6−3                                          |
| 2005 | Justin Gimelstob Nathan Healey                    | Dmitri Tursúnov Mikhaïl Iujni                     | 4−6, 6−3, 6−2                                     |
| 2004 | Justin Gimelstob Graydon Oliver                   | Alex Bogomolov Jr. Taylor Dent                    | 4−6, 6−4, 7−6                                     |
| 2003 | No celebrat                                       | No celebrat                                       | No celebrat                                       |
| 2002 | No celebrat                                       | No celebrat                                       | No celebrat                                       |
| 2001 | No celebrat                                       | No celebrat                                       | No celebrat                                       |
| 2000 | No celebrat                                       | No celebrat                                       | No celebrat                                       |
| 1999 | No celebrat                                       | No celebrat                                       | No celebrat                                       |
| 1998 | No celebrat                                       | No celebrat                                       | No celebrat                                       |
| 1997 | Mahesh Bhupathi Leander Paes                      | Jim Courier Alex O'Brien                          | 7−5, 7−6                                          |
| 1996 | Martin Damm Andrei Olkhovski                      | Patrik Kühnen Gary Muller                         | 6−4, 7−5                                          |
| 1995 | Tommy Ho Sébastien Lareau                         | Dick Norman Fernon Wibier                         | 7−6, 7−6                                          |
| 1994 | Tommy Ho Kent Kinnear                             | David Adams Andrei Olkhovski                      | 7−6, 6−3                                          |
| 1993 | Paul Annacone Doug Flach                          | Jacco Eltingh Paul Haarhuis                       | 7−6, 6−3                                          |

### Dobles femenins
| Any           | Campiones                                         | Finalistes                                        | Resultat                                          |
| ------------- | ------------------------------------------------- | ------------------------------------------------- | ------------------------------------------------- |
| WTA 1000      |                                                   |                                                   |                                                   |
| 2024          | Sara Errani Jasmine Paolini                       | Chan Hao-ching Veronika Kudermétova               | 6−4, 6−4                                          |
| 2023          | Marie Bouzková Sara Sorribes Tormo                | Chan Hao-ching Giuliana Olmos                     | 3−6, 6−0, [10−4]                                  |
| 2022          | Torneig suspès a causa de la pandèmia de COVID-19 | Torneig suspès a causa de la pandèmia de COVID-19 | Torneig suspès a causa de la pandèmia de COVID-19 |
| 2021          | Torneig suspès a causa de la pandèmia de COVID-19 | Torneig suspès a causa de la pandèmia de COVID-19 | Torneig suspès a causa de la pandèmia de COVID-19 |
| 2020          | Torneig suspès a causa de la pandèmia de COVID-19 | Torneig suspès a causa de la pandèmia de COVID-19 | Torneig suspès a causa de la pandèmia de COVID-19 |
| WTA Premier 5 |                                                   |                                                   |                                                   |
| 2019          | Sofia Kenin Bethanie Mattek-Sands                 | Jeļena Ostapenko Dayana Yastremska                | 6−3, 6−7(5), [10−7]                               |
| 2018          | Andrea Sestini Hlaváčková Barbora Strýcová        | Gabriela Dabrowski Xu Yifan                       | 4−6, 6−4, [10−8]                                  |
| 2017          | Chan Yung-jan Martina Hingis                      | Tímea Babos Andrea Hlaváčková                     | 6−1, 6−4                                          |
| 2016          | Bethanie Mattek-Sands Lucie Šafářová              | Caroline Garcia Kristina Mladenovic               | 6−4, 6−4                                          |
| 2015          | Martina Hingis Sania Mirza                        | Chan Hao-ching Chan Yung-jan                      | 6−7(9), 6−1, [10−8]                               |
| 2014          | Andrea Hlaváčková Peng Shuai                      | Cara Black Sania Mirza                            | 6−4, 6−4                                          |
| 2013          | Cara Black Sania Mirza                            | Vera Duixévina Arantxa Parra Santonja             | 6−2, 6−2                                          |
| 2012          | Iekaterina Makàrova Ielena Vesninà                | Núria Llagostera Vives Sania Mirza                | 7−5, 7−5                                          |
| 2011          | Květa Peschke Katarina Srebotnik                  | Gisela Dulko Flavia Pennetta                      | 6−3, 6−4                                          |
| 2010          | Chuang Chia-jung Olga Govortsova                  | Gisela Dulko Flavia Pennetta                      | 7−6(2), 1−6, [10−7]                               |
| 2009          | Hsieh Su-Wei Peng Shuai                           | Al·la Kudriàvtseva Iekaterina Makàrova            | 6−3, 6−1                                          |
| 2008          | Anabel Medina Garrigues Caroline Wozniacki        | Han Xinyun Xu Yi-Fan                              | 6−1, 6−3                                          |
| 2007          | Chuang Chia-jung Hsieh Su-wei                     | Han Xinyun Xu Yi-Fan                              | 7−6(1), 6−3                                       |
| 2006          | Virginia Ruano Pascual Paola Suárez               | Anna Txakvetadze Ielena Vesninà                   | 6−2, 6−4                                          |
| 2005          | Núria Llagostera Vives María Vento-Kabchi         | Yan Zi Zheng Jie                                  | 6−2, 6−4                                          |
| 2004          | Emmanuelle Gagliardi Dinara Safina                | Gisela Dulko María Vento-Kabchi                   | 6−4, 6−4                                          |
| 2003          | Émilie Loit Nicole Pratt                          | Ai Sugiyama Tamarine Tanasugarn                   | 6−3, 6−3                                          |
| 2002          | Anna Kúrnikova Janet Lee                          | Rika Fujiwara Ai Sugiyama                         | 7−5, 6−3                                          |
| 2001          | Liezel Huber Lenka Němečková                      | Evie Dominikovic Tamarine Tanasugarn              | 6−0, 7−5                                          |
| 2000          | Lilia Osterloh Tamarine Tanasugarn                | Rita Grande Meghann Shaughnessy                   | 7−5, 6−1                                          |
| 1999          | No celebrat                                       | No celebrat                                       | No celebrat                                       |
| 1998          | No celebrat                                       | No celebrat                                       | No celebrat                                       |
| 1997          | No celebrat                                       | No celebrat                                       | No celebrat                                       |
| 1996          | Naoko Kijimuta Miho Saeki                         | Yuko Hosoki Kazue Takuma                          | 7−5, 6−4                                          |
| 1995          | Claudia Porwik Linda Wild                         | Stephanie Rottier Shi-Ting Wang                   | 6−1, 6−0                                          |
| 1994          | Chen Li Ling Li Fang                              | Kerry-Anne Guse Valda Lake                        | 6−0, 6−2                                          |